# Microrégion de Campo Maior

Localisation de la microrégion de Campo Maior

La microrégion de Campo Maior est l'une des quatre microrégions qui subdivisent le centre-nord de l'État du Piauí au Brésil.
Elle comporte 19 municipalités qui regroupaient 213 502 habitants en 2006 pour une superficie totale de 24 303 km².

## Municipalités[1]
- Alto Longá
- Assunção do Piauí
- Boqueirão do Piauí
- Buriti dos Montes
- Campo Maior
- Capitão de Campos
- Castelo do Piauí
- Cocal de Telha
- Domingos Mourão
- Jatobá do Piauí
- Juazeiro do Piauí
- Lagoa de São Francisco
- Milton Brandão
- Nossa Senhora de Nazaré
- Novo Santo Antônio
- Pedro II
- São João da Serra
- São Miguel do Tapuio
- Sigefredo Pacheco